# Yumi Miyakawa
Yuki Migayama (født 2. november 1991) er en japansk håndboldspiller. Hun spiller for Japans kvindehåndboldlandshold, som målvogter og deltog under VM 2019 i Japan.